# Adelperga

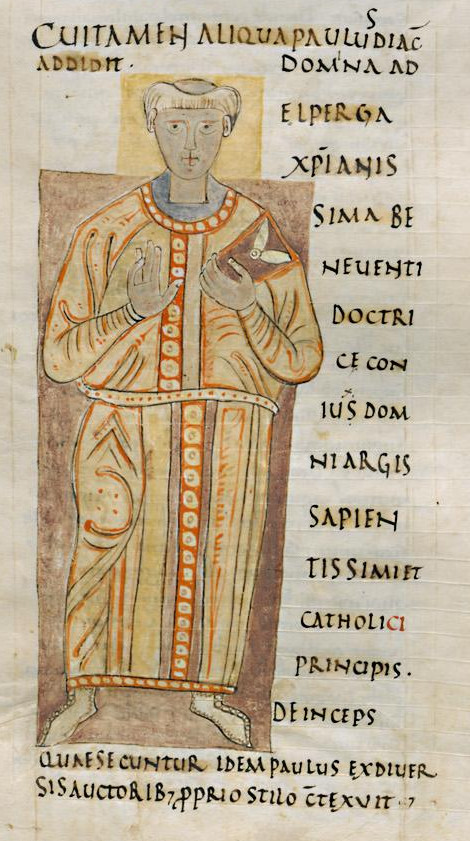
Domina Adelperga Christianissima Beneventi Doctrice coniux Domini Argis Sapieneissimi et Catholici Principis.

Adelperga, detta anche Adelberga (... – VIII secolo), è stata una principessa longobarda, figlia di Desiderio, re dei Longobardi, e di sua moglie Ansa.

## Biografia
Fu sposa di Arechi II, con il quale Desiderio combinò un matrimonio strategico per assicurare il suo potere in Italia. Desiderio stesso lo proclamò Duca di Benevento nel 758. Suo precettore fu lo storico Paolo Diacono; quest'ultimo fu spinto proprio dalla principessa al genere storiografico perché per lei aveva già composto un poema sulle età del mondo - un Carmen sulle sette età del mondo (A principio saeculorum) scritto proprio per il matrimonio di Adelperga con Arechi II - e una storia romana.
Dopo la caduta del regno dei longobardi ad opera di Carlo Magno, l'ex marito della sorella di Adelperga, Desiderata, i suoi genitori e la sorella vennero esiliati in Francia ed imprigionati in una comunità monastica. Adelperga e sua sorella Liutperga iniziarono una lotta per la riconquista del patrimonio e si vendicarono di Carlo Magno. Liutperga cadde definitivamente in rovina e la sua famiglia incoraggiò suo marito, Tassilone III di Baviera, a ribellarsi contro suo cugino: Carlo Magno scoprì i piani di Tassilone e gli confiscò tutti i suoi averi; Tassilone e Liutperga vennero confinati in un monastero.
Adelperga fu più fortunata: suo marito Arechi resistette a Carlo Magno per qualche tempo, fino al 787, anno in cui stipulò l'armistizio col re franco nella basilica di Santa Maria Maggiore a Santa Maria Capua Vetere. Alle pressioni di sua moglie e dei bizantini ruppe il trattato di pace, col quale avrebbe dovuto cedere parte del suo ducato allo Stato Pontificio.
Quando egli morì, il 26 agosto del 787, Adelperga continuò la sua politica supportando il fratello Adelchi durante il suo esilio a Costantinopoli e quando ritornò nel sud Italia con un esercito. Il figlio, Grimoaldo III, l'erede del ducato, ritornò dalla prigionia nella corte francese e, al fianco di Carlo Magno, sconfisse suo zio e i Bizantini. A quel punto ruppe la sua fedeltà nei confronti di Carlo Magno e Benevento rimase in cattivi rapporti con Carlo Magno.